# Cratere Zucchius

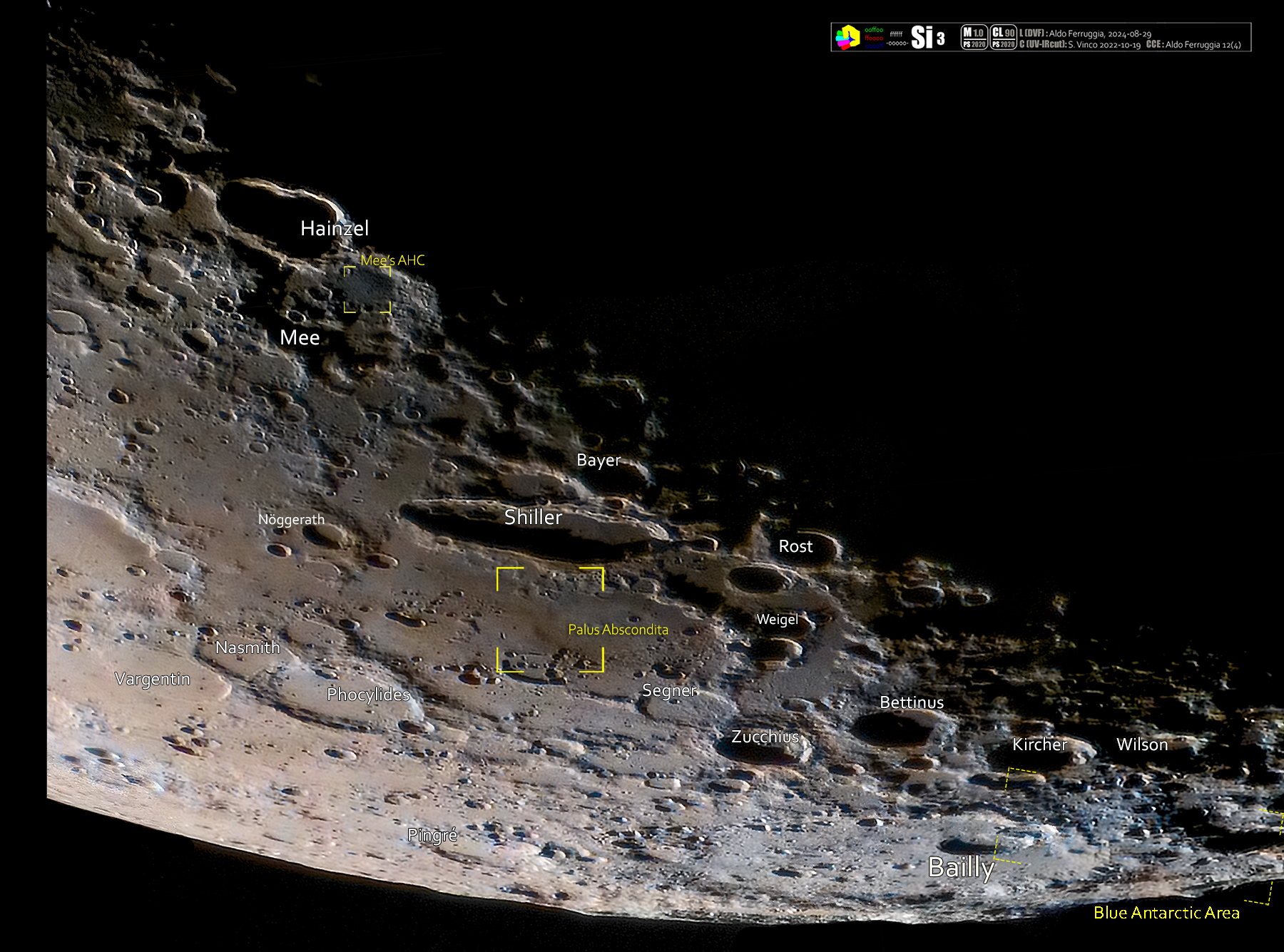
Area del cratere(in basso) in immagine selenocromatica (Si) comn alcuni reperi. Vedi anche:

Zucchius è un grande cratere lunare intitolato all'astronomo e fisico gesuita italiano Niccolò Zucchi.
È situato vicino al margine sudoccidentale dell'emisfero visibile della Luna. A causa della sua posizione, il cratere appare dalla Terra scorciato. Si trova appena a sud-sudovest del cratere Segner, e a nordest del molto più grande cratere Bailly. A sudest si trova il cratere Bettinus, una formazione solo leggermente più grande di Zucchius.
Il bordo del cratere è simmetrico e mostra una scarsa erosione dovuta ad impatti successivi; la parete interna è terrazzata. Il cratere presenta un gruppo di piccoli rilievi centrali.

## Crateri correlati
Alcuni crateri minori situati in prossimità di Zucchius sono convenzionalmente identificati, sulle mappe lunari, attraverso una lettera associata al nome.
| Zucchius | Latitudine | Longitudine | Diametro |
| -------- | ---------- | ----------- | -------- |
| A        | 61,8° S    | 56,0° W     | 28 km    |
| B        | 61,8° S    | 54,3° W     | 25 km    |
| C        | 60,8° S    | 45,2° W     | 22 km    |
| D        | 61,4° S    | 58,7° W     | 26 km    |
| E        | 61,3° S    | 60,6° W     | 21 km    |
| F        | 60,1° S    | 56,5° W     | 8 km     |
| G        | 60,5° S    | 57,2° W     | 25 km    |
| H        | 61,0° S    | 59,7° W     | 14 km    |
| K        | 64,3° S    | 58,0° W     | 10 km    |